# Yang Seung-kook
Yang Seung-kook (kor. 양성국; ur. 19 sierpnia 1944) – północnokoreański piłkarz występujący na pozycji napastnika. Uczestnik Mistrzostw Świata 1966.

## Kariera klubowa
Podczas angielskiego Mundialu Yang reprezentował barwy klubu Kikwancha Pjongjang.

## Kariera reprezentacyjna
Yang Seung-kook występował w reprezentacji Korei Północnej w latach sześćdziesiątych. W 1966 roku uczestniczył w Mistrzostwach Świata, na których wystąpił w dwóch spotkaniach z Włochami i Portugalią. W meczu z Portugalią w 25 min. zdobył bramkę dającą prowadzenie Korei Płn. 3-0.